# Lispocephala oahuae
Lispocephala oahuae är en tvåvingeart som beskrevs av Malloch 1928. Lispocephala oahuae ingår i släktet Lispocephala och familjen husflugor. Inga underarter finns listade i Catalogue of Life.